# Trélazé
Trélazé é uma comuna francesa na região administrativa da Pays de la Loire, no departamento de Maine-et-Loire. Estende-se por uma área de 12,2 km². Em 2010 a comuna tinha 14 924 habitantes (densidade: 1 223,3 hab./km²).